# Jan Prokopec

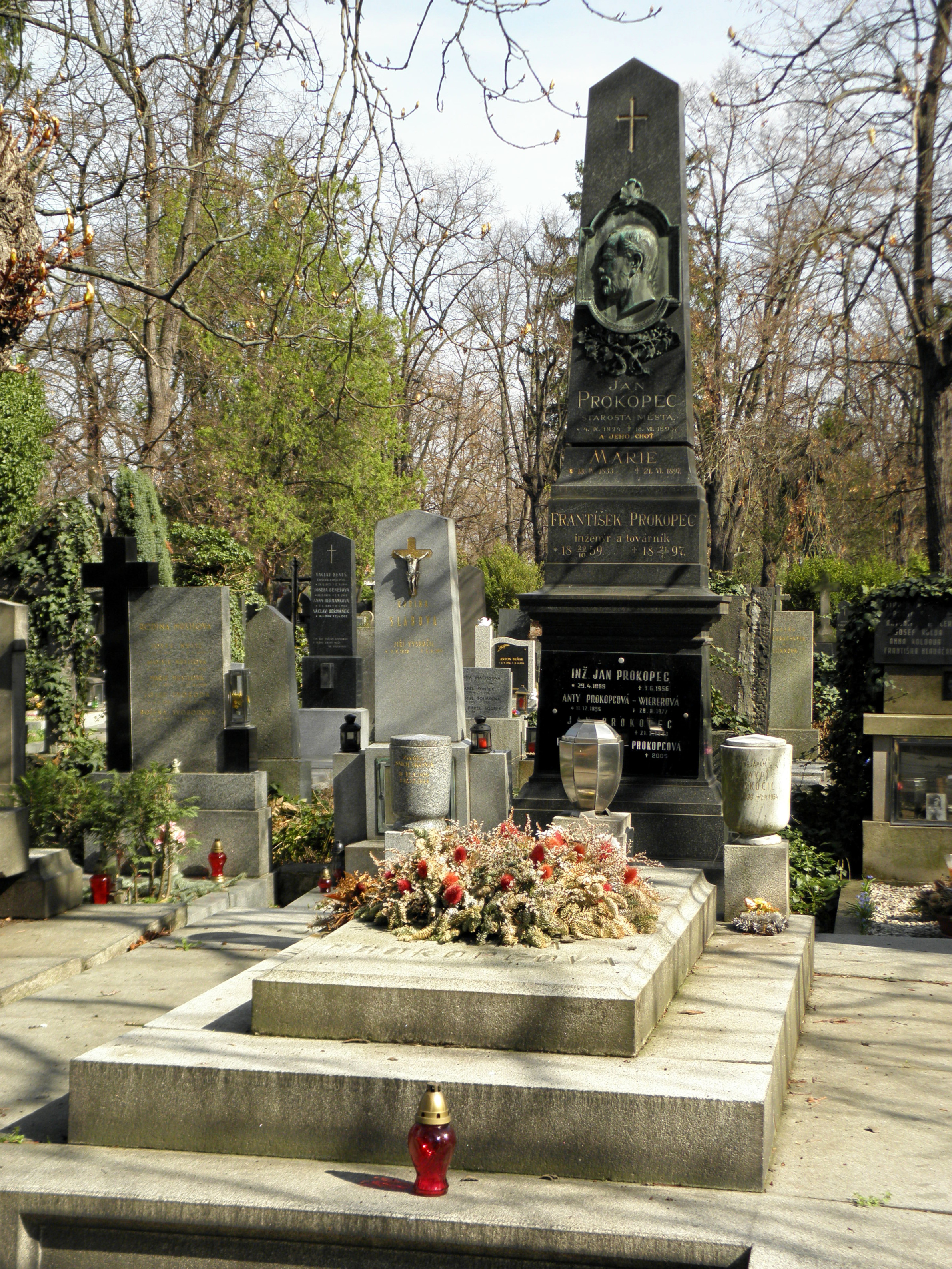
Hrob Jana Prokopce na Vinohradském hřbitově

Jan Prokopec, křtěný Jan Tomáš, psán také Johann Wenzel Prokopetz (4. září 1824 Praha – 18. července 1895 Letovisko Studánka u Rychnova nad Kněžnou) byl český továrník a politik.
Vypracoval se vlastní pílí z chudých poměrů. Roku 1854 založil závod na výrobu mlýnských strojů a do konce života ho řídil. Byl veřejně činný – v roce 1874 byl zvolen za člena zastupitelstva a rady na Královských Vinohradech, roku 1885 tamtéž místostarostou a 1892 starostou. Usiloval o rozvoj města a prosazování národních zájmů českých obyvatel. Za jeho úřadování byl slavnostně otevřen kostel sv. Ludmily a Národní dům. Byl také poslancem českého zemského sněmu a angažoval se v řadě spolků.

## Život a podnikání
Narodil se v Praze do chudé rodiny měšťana Jana Prokopce a jeho ženy Kateřiny rodem Barochové z Nepomuku. Otec mu zemřel ve dvanácti letech a matka Kateřina jako vdova vychovávala pět dětí. Vyučil se v Praze mlynářem a podle pobytové přihlášky také mlynářským tovaryšem. Byl rovněž sekerníkem a mlynářským pomocníkem. V roce 1854 si otevřel vlastní závod na výrobu mlýnských strojů, který se v následujících desetiletích úspěšně rozvíjel a získával zakázky v Rakousku i zahraničí. Podnik řídil do konce života. V lednu 1894 byla část závodu poškozena požárem, škody ale nahradilo pojištění.

## Veřejná a politická činnost
Veřejného dění se účastnil od roku 1848. Roku 1875 byl zvolen zastupitelem a radním na Královských Vinohradech. V prosinci 1885 se stal náměstkem starosty. Po smrti svého předchůdce, kterým byl Jan Friedländer, byl pak Prokopec těsnou většinou (17 hlasů z 35, přičemž 16 hlasovalo pro Aloise Bureše a dva se zdrželi) zvolen 23. května 1892 ve třetím kole vinohradským starostou. Ve své činnosti podporoval rozvoj města a zastával se českých národních zájmů. V září 1893 na slavnostním shromáždění připomněl výročí z roku 1871, kdy František Josef I. uznal práva českého národa, a vyslovil přitom politování, že se odpůrcům prozatím podařilo zmařit obnovení státních práv Koruny české. 7. října 1893 se účastnil vysvěcení nového kostela sv. Ludmily. Byl rovněž předsedou výboru pro stavbu Národního domu, který byl dokončen v listopadu 1894.
Měl několik sporů s Němci. V roce 1892 vyvolal jejich kritiku, když veškeré obecní vyhlášky, včetně těch o ochraně před cholerou, vydal jen v češtině, v rozporu s vládním nařízením. Odmítl osadit dvojjazyčné tabulky s názvy ulic, jaké byly například v Praze („dokud to neudělá také Liberec, Teplice, Most, Duchcov a Děčín“), a angažoval se proti další existenci školy německého spolku Deutscher Schulverein, o níž vinohradské zastupitelstvo prohlašovalo, že je zdravotně závadná.
Aktivně se účastnil činnosti hospodářských sdružení. V srpnu 1894 vystoupil s projevem na sjezdu českomoravských mlynářů v Hradci Králové. V červnu 1895 se účastnil všeobecného sjezdu rakouských mlynářů v Praze.
Kromě dalších funkcí byl rovněž poslancem zemského sněmu a členem okresního výboru, pražské obchodní a živnostenské komory, Vinohradské záložny, družstva Národního divadla a výboru pro postavení pomníku Jana Husa. Působil jako předseda Měšťanské besedy, několika živnostenských společenstev, spolku pro podporování stavby kostela, spolku pro podporování chudých studujících c. k. českého gymnázia a místního odboru Ústřední matice školské.
Soukromě studoval české dějiny, zajímal se především o historické válečnictví. V roce 1895 věnoval model historického praku pro národopisnou výstavu. (Jistý budějovický německý list to komentoval jizlivou poznámkou, že je to nejspíš pobídka, aby se takových praků vyrobilo víc a rozbíjela se jimi okna německých domů a škol; český redaktor na ni odpověděl, že Češi jsou zřejmě zaostalí, když používají praky; Němci totiž předtím poškodili českou školu v Mostě a Besední dům v Brně dynamitem.)

## Rodina a úmrtí
Oženil se s pětadvacetiletou vdovou Marií Marešovou, rozenou Strnadovou z Chrudimi (nar. 1832), se kterou vyženil syna Josefa, spolu měli šest dětí, z nichž dvě zemřely jako malé.
Zemřel náhle na mrtvici[nepřesný odkaz] v letovisku Studánka u Rychnova nad Kněžnou, kde pobýval na zdravotní dovolené. Pohřben byl 21. července 1895 na Vinohradském hřbitově.